# アルトゥール・メラー・ファン・デン・ブルック

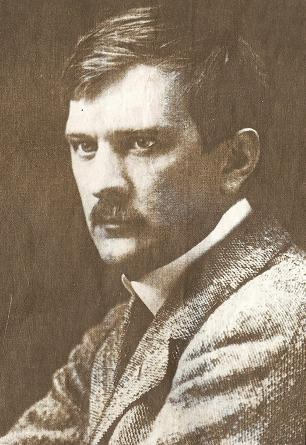
メラー・ファン・デン・ブルック

アルトゥール・エルンスト・ヴィルヘルム・ヴィクトール・メラー・ファン・デン・ブルック（独: Arthur Ernst Wilhelm Victor Moeller van den Bruck、1876年4月23日 - 1925年5月30日）は、ドイツの思想家、文化史家、国家論者、国粋派ナショナリズムのイデオローグである。また、1920年代の政治思想の潮流である「保守革命」を代表する人物の一人でもある。1923年に出版された彼の著書『第三帝国（第三のライヒ : Das dritte Reich）』は、後にディートリッヒ・エッカートやナチス・ドイツが用いた「第三帝国」の語源とされている。

## 生涯
メラーはゾーリンゲンで、建築官のオットマー・メラーと、建築官の娘エリザベート・メラー（旧姓ファン・デン・ブルック）との間に生まれた。幼少期には、学校を卒業することなくギムナジウムを去った。その後、ベルリン、パリ、イタリアに滞在した。この頃からメラーは、自分の名前に母親の旧姓である「Van den Bruck」を加えた。1897年から1904年に離婚するまで翻訳家のヘッダ・ユーレンバーグ（de）と結婚していた。 1905年には独学で8巻の作品『ドイツ人 - 我らの人類史（Die Deutschen, unsere Menschengeschichte）』を出版している。1907年にドイツへ戻り1908年にはルーシー・カーリック（1877-1965）と再婚する。
1914年、第一次世界大戦が勃発すると志願兵として入隊した。すぐに陸軍最高司令部の外務部員となり、外務省の報道機関でもその任に就いた。 1916年に出版された論文『プロイセン精神（Der Preußische Stil）』では、メラーがプロイセン精神を「国家への忠誠」、社会主義を「ドイツとロシアの提携」と表現しており、これを機に彼はナショナリズムに傾倒していく。彼は自らを議会主義と自由主義の批判者であるとし、当時の若いナショナリスト（保守革命）の運動に強い影響を与えた。
1925年5月30日、メラーは、ベルリンで神経衰弱に陥り、自ら命を絶った。

## イデオローグとして
1919年に発表された論文『若人の権利 - ヴェルサイユ条約打倒について（Das Recht der jungen Völker.）』では「若い民族」としての当時のドイツとロシアの現状を批評している。彼はそこから、反西欧・反帝国主義に基づく新たな国家論を展開し、ナショナリズムと社会主義を結合させようとした。1919年、論壇『6月クラブ（Juniklub）』を共同設立し、その主筆として、ヴェルサイユ条約に反対する闘いの中で保守革命派などの右派に決定的な影響を与えた。
1923年、彼の主著『Das dritte Reich（第三帝国）』が出版された。当初のタイトルは『Die dritte Partei（第三の党）』であった。本著では、すべての政党政治や議会主義に対する過激な批判が含まれている。これらを克服するために、新精神に基づいたナショナリストによる第三の党の結成が訴えられた。なお、中世において「第三帝国」の語を既に用いていたヨアヒム・フォン・フィオーレについての記述は存在しない。第一帝国はドイツ民族の神聖ローマ帝国を、第二帝国はドイツ帝国を意味しているが、これは民族の過渡的な国家として記述されている。未来の第三帝国は、大ドイツ主義的に統一された広域国家であり、国内の社会的調停の国家であり、ドイツ的価値観の充足した国家となるはずであった。それらは、新しいナショナリズムによって近い将来、築かれるものとされ、他方では、完全には果たせないドイツ国民への目標であり最終的な国家像であった。 この『第三帝国』のタイトルは後に、ナチズムのスローガンとなり、最終的には実際の内容とは完全にかけ離れたものとなった。 

### ナチスとの関係
メラーは、少数エリート主義に基づく「ドイツ的社会主義」を掲げ、自由主義、共産主義、民主主義に反発していた。しかし、一方で彼は自身を民主主義者であることを自認している。彼の社会構想では、政党や特定の政治団体などの組織を解散し、真に民族の意志に支持された第三政党による一党独裁を訴えていた。非ドイツ人やドイツ系ユダヤ人の移住は許容されていたが、公職からの追放を訴えていた。社会間、民族間での力関係は、主に社会ダーウィン主義の原則に則った「生存競争」に基づいて解決されるものとしていた。 メラーは、自らの政治的・社会的思想において、何よりもドイツを東側、つまりソビエトへ接近することを主張しており、没落した西欧やリベラルなアメリカといった国々に対しては、拒絶する態度をとっていた。中でも、当時『前進（Vorwärts）』、『ゲルマニア（Germania）』、『良心（Das Gewissen）』などを発刊していたナチス左派の頭目オットー・シュトラッサーは、メラーの思想から大きな影響を受けていた。また、彼の思想は「タート派（de）」や、エルンスト・ニーキッシュ（de）といった、ナショナル・ボルシェヴィストにも好意的に受け入れられた。 
1922年、メラーはナチ党首、アドルフ・ヒトラーに出会い、ナチズム運動への協力を求められる。
しかし、メラーは、ヒトラーが精神的でも原理的でもなく、また、自らの思想を悪用すると考え、協力を拒み、ヒトラーに対して敬遠する態度をとっていた。1923年、ナチ党一派によるミュンヘン一揆の失敗の後、彼はこう記している。 
ナチ党の権力掌握握後のナチス・ドイツ期においてメラーの思想は時代遅れのものとなり、1939年に発表された党の文書の中でメラーの思想は人種的要素の判断を誤った「世間知らずのイデオローグ」として結論、批判されている。そのため、メラーはナチズムの前衛やイデオローグではなく「最後の保守主義者」となっていた。

## 編集者・翻訳者として
1904年、メラーはミンデンのJ.C.C. Bruns's Verlag社から出版されたエドガー・アラン・ポーの初期作品のドイツ語版翻訳を妻と共同で行っていた。また、1906年から1922年にかけては、フョードル・ドストエフスキーの作品をパイパー出版社から22巻に渡る翻訳、編集を担当している。これらには初めての翻訳作品がいくつか含まれており『罪と罰』以外のドストエフスキー作品をドイツ国内に普及させる機会となった。その後、より学術的に精緻な翻訳版が出版されたが、赤い麻で製本されたメラーによる翻訳版（所謂「赤版」）は、その優雅な雰囲気から、現在でも大変貴重なものとなっている。

## 主な著作
- 『チャンダラ・ニーチェ（Tschandala Nietzsche）』- Berlin/Leipzig 1899.
- 『同時代の人々 - 精神（Die Zeitgenossen）』 - 1906.
- 『失われたドイツ人 - ヤーコプ・ミヒャエル・ラインホルト・レンツ、フリードリヒ・マクシミリアン・クリンガー、クリスティアン・ディートリヒ・グラッベ、ゲオルク・ビューヒナー（Verirrte Deutsche. Inhalt: Vom Deutschen und vom Problematischen.）』 - Minden in Westfalen, Bruns [ca. 1910],
- 『一流のドイツ人 - ウルリヒ・フォン・フッテン、マルティン・ルター、フリードリヒ・ヴィルヘルム、フリードリヒ・フォン・シラー、オットー・フォン・ビスマルク、フリードリヒ・ニーチェ（Führende Deutsche.）』 - Die Deutschen. Unsere Menschengeschichte, Bd. 2
- 『熱情のドイツ人 - マイスター・エックハルト、パラケルスス、ヤーコプ・ベーメ、フリードリヒ・ヘルダーリン、ノヴァーリス、グスタフ・フェヒナー（Verschwärmte Deutsche. Vom Mystischen.）』 -  (Die Deutschen, Bd. 3). J. C. C. Bruns Verlag, Minden in Westfalen o. J. (ca. 1910)
- 『ドイツ人を笑う。ユーモラスな偉人から - マティアス・グリューネヴァルト、レンブラント・ファン・レイン、ハンス・ザックス、ジャン・パウル、E.T.A.ホフマン、デトレフ・フォン・リーリエンクローン、アルノルト・ベックリン（Lachende Deutsche. Vom Humoristisch-Heroischen.）』 - . J. C. C. Bruns’ Verlag, Minden in Westfalen o. J. (ca. 1910)
- 『芸術のための闘争（Im Kampf um die Kunst.）』 - Piper, München 1911 (Sammelband gegen Carl Vinnens Protestschrift)
- 『イタリアの憧憬（Die italienische Schönheit.）』 - 1913.
- 『プロイセン精神（Der preußische Stil.）』 - 1914.
- 『ベルギー人とバルト人（Belgier und Balten.）』 - 1915.
- 『ダニエル・デフォー（Daniel Defoe）』 - 1918.
- 『若人の権利 - ヴェルサイユ条約打倒について（Das Recht der jungen Völker.）』 - 1919.
- 『第三帝国（Das dritte Reich.）』 - Ring Verlag, Berlin 1923.
- 『諸国民の社会主義（Jedes Volk hat seinen eigenen Sozialismus.）』 - Verlag Gerhard Stalling, Oldenburg i.O. 1931.
- 『永遠の国家（Das ewige Reich）』 - (1933), Herausgeber: Hans Schwarz. Wilhelm Gottlieb Korn, Breslau.
- 『政治的人間（Der politische Mensch）』 - (1933) Herausgeber: Hans Schwarz. Wilhelm Gottlieb Korn, Breslau.
- 『社会主義と外交政策（Sozialismus und Außenpolitik）』 -  (1933); Herausgeber: Hans Schwarz. Wilhelm Gottlieb Korn, Breslau.